# Orzinuovi
Orzinuovi é uma comuna italiana da região da Lombardia, província de Bréscia, com cerca de 11.142 habitantes. Estende-se por uma área de 48 km², tendo uma densidade populacional de 232 hab/km². Faz fronteira com Barbariga, Borgo San Giacomo, Orzivecchi, Pompiano, Roccafranca, San Paolo, Soncino (CR), Torre Pallavicina (BG), Villachiara.

## Demografia
| Variação demográfica do município entre 1861 e 2011                               |
|                                                                                   |
| Fonte: Istituto Nazionale di Statistica (ISTAT) - Elaboração gráfica da Wikipedia |